# Philippe Decourroux
Philippe Decourroux, né le 18 mars 1960, de son vrai nom Philippe Bieri, est un auteur-compositeur-interprète suisse de rock chrétien évangélique.

## Biographie
Il est né à Courroux, canton du Jura . Mécanicien automobile de formation, il se dirige vers la musique d'abord en tant que batteur (diplôme professionnel de percussion), puis il entreprend une formation de chant classique, puis obtient un diplôme de capacité professionnelle et un diplôme supérieur en 1986.
Il enseigne la batterie et la percussion au Conservatoire de La Chaux-de-Fonds.
Auteur compositeur et interprète, il réalise Ambassadeurs en 1993, un premier CD d'inspiration gospel avec un chœur d'église, puis son premier album solo, Entre le rose et le noir en 1995 . Encouragé par la critique, Philippe Decourroux produit, un maxi single de trois titres, Comme avant, puis, un nouvel album, Pour mieux t'aimer, présenté sur scène dans une tournée de concerts avec orchestre et choristes.
Les concerts et tournées se succèdent, en Suisse, en France, en Belgique, au Québec, au Brésil et en Afrique francophone avec deux nouveaux albums : Pour toi et Tant qu'il y aura des hommes en 2001.
En 2007, il sort un nouveau cd double album À contre-courant, une grosse production avec la participation de l'orchestre philharmonique tchèque de Prague.
En 2008, il fonde l'association Espoir Diffusion, dans le but de lutter contre la traite des êtres humains et la prostitution forcée, dont les membres d'honneur sont les footballeurs brésiliens Kaká et Edmílson .

## Discographie
Sous son nom Philippe Bieri
- Ambassadeurs (1993)

Sous Philippe Decourroux
- Entre le rose et le noir (1995)
- Comme avant (1997)
- Pour mieux t'aimer (1998)
- Pour toi (2001)
- Tant qu'il y aura des hommes (2002)
- Pour toi mon Dieu (Jurassic Praise Band) (2003)
- Une autre terre (2005)
- À contre-courant (2007/2008)
- Il y a toujours quelqu'un [CD live] (2010)

## Vidéographie
- Chanter pour toi (2009)